# 落叶木莲
落叶木莲（学名：Magnolia decidua），又名华木莲，是木兰属的一种落叶乔木，仅分布于中国江西宜春和湖南永顺，是宜春市的市花。是中国一级保护野生植物，IUCN红色名录列为濒危物种。

## 分类
落叶木莲最初于1994年被俞志雄在江西宜春明月山发现，被命名华木莲（Sinomanglietia glauca），分类为木兰科华木莲属的单种植物, 1995年被郑庆衍重新分类为落叶木莲（Manglietia decidua），2006年被Kumar归入木兰属。